# Hieronymus Wilhelm Ebner von Eschenbach

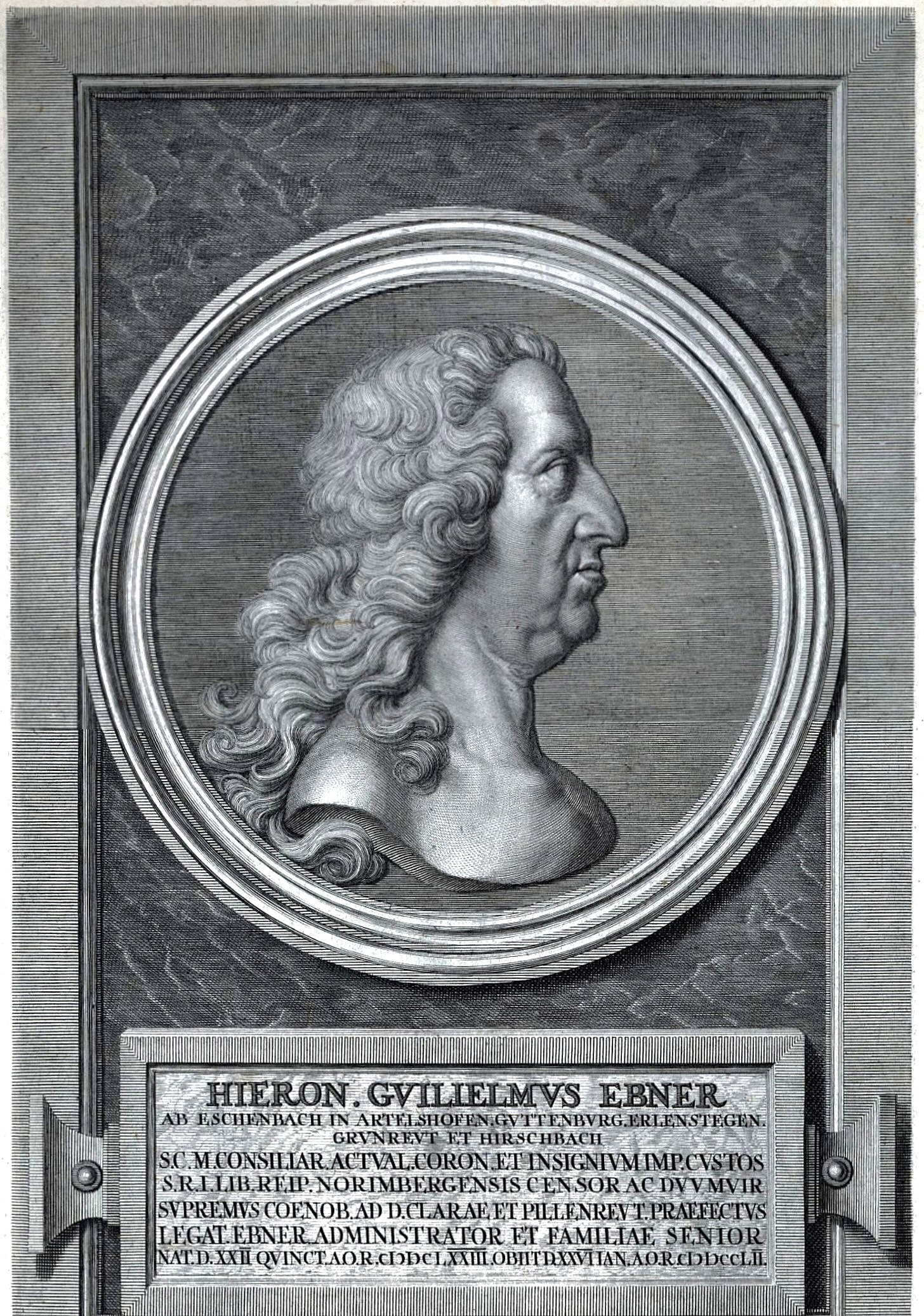
Hieronymus Wilhelm Ebner von Eschenbach; Kupferstich von Johann Wilhelm Windter

Hieronymus Wilhelm Ebner von Eschenbach (* 1673 in Nürnberg; † 1752 in Engelthal) war ein deutscher Diplomat, Historiker, Gelehrter, Förderer der Aufklärung sowie Begründer einer Privatbibliothek, der Bibliotheca Ebneriana der der Nürnberger Patrizierfamilie der Ebner (der späteren Freiherren Ebner von Eschenbach) entstammte.

## Leben und Werk

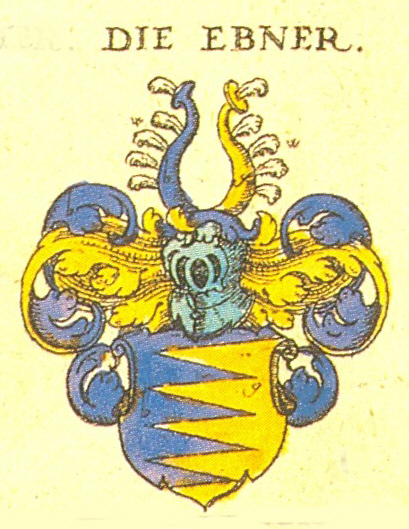
Das Wappen der Ebner

Hieronymus Wilhelm (Guilielmus) Ebner von Eschenbach auf Guttenburg und Erlenstegen entstammte der jüngeren Hauptlinie der Nürnberger Patrizierfamilie Ebner. In seiner politischen Laufbahn stieg er bis zum Amt des vordersten Losungers der Reichsstadt Nürnberg auf. Zudem bekleidete er das Amt des Reichsschultheißen und war Hüter der in Nürnberg verwahrten Reichskleinodien. Seine Person war geprägt durch eine im Anschluss an den Besuch der Universität in Altdorf unternommene vierjährige Bildungsreise. Diplomatische Aufgaben bestimmten fortan seinen Alltag als Mitglied des Rates, wobei zu seinen Interessen Philosophie, Mathematik, Philologie, Geschichte und Altertumskunde, Numismatik, Heraldik und Genealogie zählten. Er galt als großer Förderer der Aufklärung. Um die Universität in Altdorf hatte er sich über 26 Jahre als Kurator verdient gemacht. Hohes Ansehen genoss er als Stifter einer der wertvollsten und größten Privatbibliotheken – der Bibliotheca Ebneriana –, die er zur Benutzung den Gelehrten öffentlich zugänglich machte.
Hieronymus Wilhelm Ebner von Eschenbach war ein vielseitig gebildeter Mann und Pfleger von Kulturgütern. So war er auch der Auftraggeber vieler  überlieferten Ansichten (Prospecte) Nürnberger Kulturgüter in Form von Kupferstichen, die durch den in Franken wirkenden Kupferstecher Johann Adam Delsenbach (1687–1765) angefertigt wurden.
Als Neffe des Hieronymus Voit von Wendelstein kam dem Hieronymus W. Ebner eine ebenfalls als Stich existierende Besitzung in Erlenstegen zu – ein Herrensitz, der bedingt durch die starke Beschädigung im Zweiten Weltkrieg nach 1945 abgebrochen wurde und so aus dem Stadtbild verschwunden ist.